# Michael Boskin

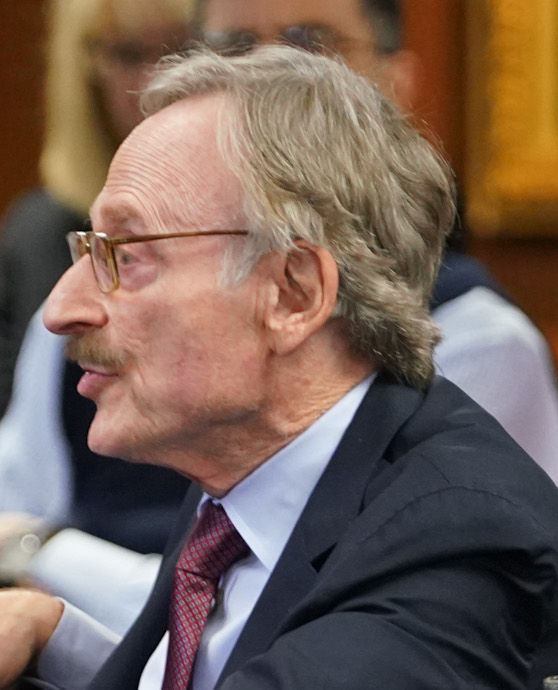
Michael Boskin

Michael Jay Boskin (* 23. September 1945 in New York City) ist ein US-amerikanischer Wirtschaftswissenschaftler, Hochschullehrer, Wirtschaftsmanager und Unternehmer, der auch Vorsitzender des Council of Economic Advisers war.

## Leben
Nach dem Schulbesuch studierte Boskin Wirtschaftswissenschaft an der University of California at Berkeley und erwarb dort zunächst 1967 einen Bachelor of Arts (B.A. Economics) sowie 1968 einen Master of Arts (M.A. Economics), ehe er dort 1971 einen Philosophiae Doctor (Ph.D. Economics) erhielt. Während dieser Zeit wurde er zudem Mitglied der akademischen Gesellschaft Phi Beta Kappa.
Im Anschluss wurde er 1971 zunächst Dozent sowie danach 1978 Professor für Wirtschaftswissenschaft an der Stanford University und übt diese Lehrtätigkeit seither aus. 1979 war er darüber hinaus Forschungswissenschaftler (Research Fellow) der Andrew W. Mellon-Stiftung.
Neben seiner Lehrtätigkeit war er darüber hinaus für zahlreiche wirtschaftswissenschaftliche Organisationen und Institutionen tätig und war unter anderem Research Fellow beim National Bureau of Economic Research (NBER), Senior Fellow der Hoover Institution sowie Gastgelehrter am American Enterprise Institute (AEI). Des Weiteren war er Mitarbeiter der American Economic Association, der National Association for Business Economics (NABE) sowie der National Tax Association und erhielt auch ein Stipendium der Ford Foundation.
1989 wurde er Vorsitzender des Council of Economic Advisers und war damit bis 1993 einer der engster wirtschaftspolitischen Berater von Präsident George H. W. Bush.
Boskin, der 1991 den Abramson-Preis der NABE erhielt, übernahm nach seinem Ausscheiden aus dem Regierungsdienst zunehmend Funktionen in der Privatwirtschaft und ist seit 1994 Mitglied des Board of Directors von Oracle sowie seit 1996 von ExxonMobil. Darüber hinaus war er Mitglied der Boards of Directors von Vodafone, der Shinsei Bank sowie der First Health Group Corporation. Darüber hinaus war er zwischen 1994 und 2003 auch Mitglied des Beratungsgremiums des Congressional Budget Office. Zuletzt gerieten allerdings seine Vorschläge zur Steuerpolitik in die Kritik.
1998 wurde er auch mit dem Adam-Smith-Preis ausgezeichnet, einem seit 1982 von der NABE verliehenen Preis für herausragende Leistungen und Ideen auf dem Gebiet der Wirtschaftswissenschaften. Zuletzt war Boskin, der auch Präsident und Chief Executive Officer (CEO) des von ihm gegründeten Unternehmens Boskin & Company ist, zwischen 2005 und 2006 Präsident der International Atlantic Economic Society.

## Veröffentlichungen
Boskin veröffentlichte darüber hinaus zahlreiche Aufsätze in Fachzeitschriften sowie Fachbücher, wobei er als Mitglied der Republikanischen Partei zuletzt insbesondere die Wirtschafts- und Finanzpolitik von Präsident Barack Obama kritisierte. Zu seinen wichtigsten Veröffentlichungen gehören:
- Too Many Promises: The Uncertain Future of Social Security (1986)
- Reagan and the Economy: Successes, Failures, Unfinished Agenda (1987)
- Obama's Radicalism Is Killing the Dow. A financial crisis is the worst time to change the foundations of American capitalism. In: The Wall Street Journal, 6. März 2009[5]
- An Alternative Stimulus Plan. A payroll tax cut would add three to four million jobs at a fraction of the cost of the stimulus bill. In: The Wall Street Journal, 17. November 2009[6]